# Leonel Cárcamo
Leonel Cárcamo (Usulután, 5 maggio 1965) è un allenatore di calcio ed ex calciatore salvadoregno, di ruolo difensore..
Detiene il record di presenze (84) nella nazionale salvadoregna.
Ha militato nel Club Deportivo Luis Ángel Firpo, club con cui ha vinto sette titoli nazionali.